# Font de les Galeries
La font de les Galeries és una font que es troba a 210 metres sobre el nivell del mar, al nord oest del municipi de Ròtova, al marge esquerra del Barranc d’Atanasi o de les Galeries.

## Descripció
Les aigües brollen de dues galeries artificials, una a cada costat del barranc d'Atanasi; la de l'esquerra (pujant pel barranc), de xicotetes dimensions i la de la dreta molt més llarga que es la treu la quasi totalitat de l'aigua.
Antigament la funció d’aquesta font era abastir d’aigua a la séquia de la Galeria per a permetre el reg de terrenys agrícoles. Actualment la font abasteix de part d'aigua el poble d'Alfauir. La font es una galeria excavada a la roca calcària de la muntanya a costa de materials com les dolomites. Es troba tapada per una porta metàl·lica. La conducció antiga estava construïda amb canaleta de teules, actualment és de canonades.

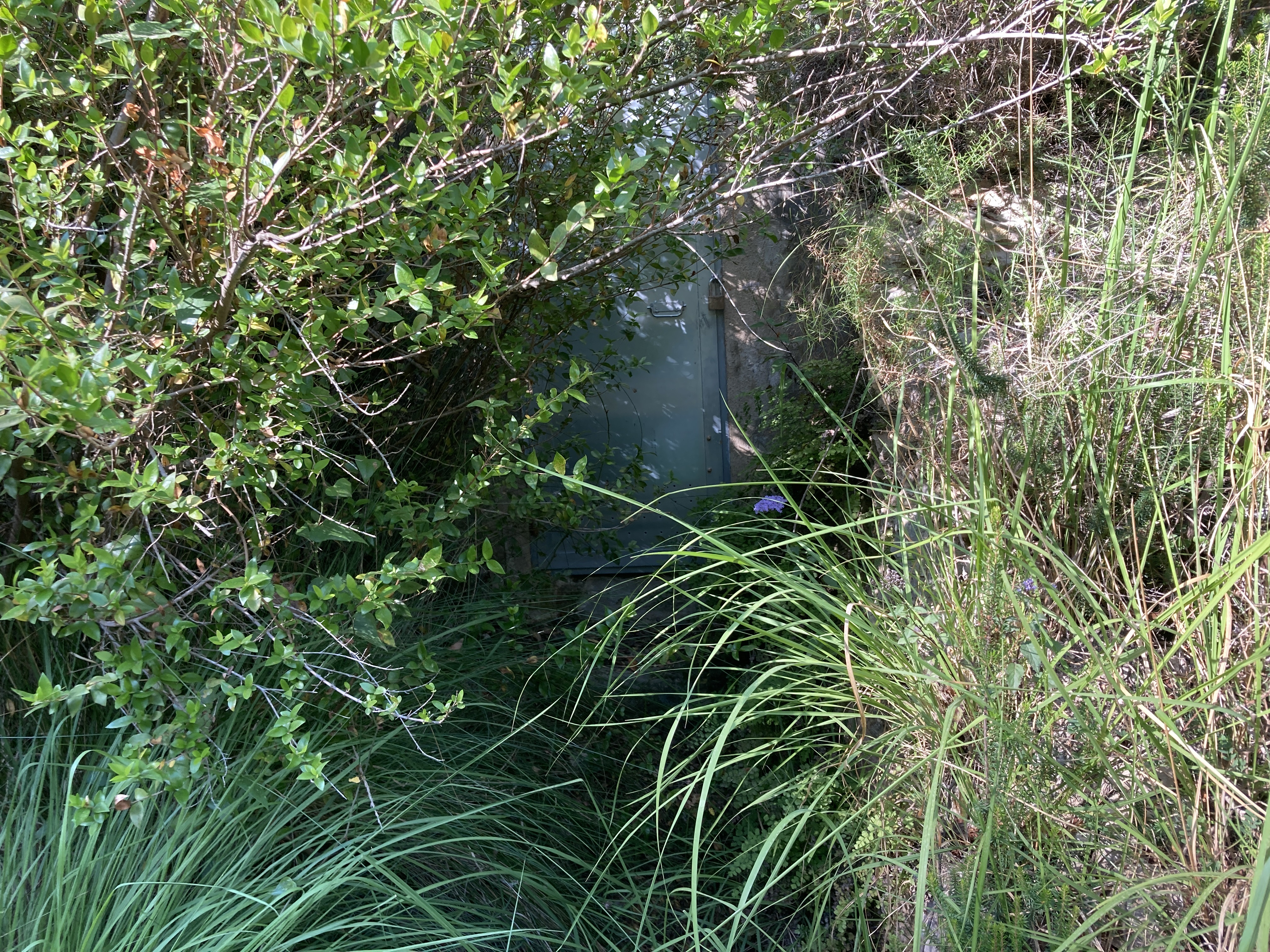
Porta metàl·lica entrada Galeries

La font de les Galeries forma part de l'itinerari de la ruta PR-CV 100 que es desenvolupa dins del terme de Ròtova, travessant diferents paratges naturals i monuments, serres, rius, etc, tots ells de gran interès paisatgístic i cultural aixina com la font dels Llibrells. El Cim següent de l'itinerari després del Penyal de Esclusa i l'Alt del Picaio és l'Alt de les Àguiles.
La Conselleria de Cultura i Esports de la Generalitat Valenciana el va declarar Be immoble d'Etnologia l'1 de gener de 2004.

## Història
Les galeries s'excavaren als anys 1934 i 1935, per la família Garcia propietària dels terrenys; les obres quedaren interrompudes l'any 1936 i el projecte inicial no va finalitzar mai. Durant molts anys les seues aigües han anat filtrant-se cap al subsòl al mateix llit del barranc, a pocs metres del seu naixement. Més tard els seus propietaris cediren el dret d'agua al poble d'Alfauir per a ús exclusiu d'abastiment humà.